# Assa Riarua
Assa Riarua (* 1848; † nach 1904), auch Asser Riarua, war ein Traditioneller Führer der Herero.
Assa Riarua war der Sohn von Riarua (auch Amadamap), einem Berater des Hererohäuptlings Maharero. Nach dessen Tode hatte dieser die Herrschaft von Mahareros Sohn Samuel Maharero zunächst nicht anerkannt, sich aber später mit ihm verständigt.
Assa Riarua ist erstmals erwähnt als Beteiligter an einem Überfall der Herero auf Hendrik Witboois Siedlung Hornkranz am 5. Juli 1892. Später wurde er einer der wichtigsten Berater Samuel Mahareros. Bekannt ist eine Beschwerde Assa Riaruas, er sei bei einem Besuch in Windhoek im Jahre 1901 gewaltsam aus einer Bäckerei hinausgeworfen worden. Seit diesem Vorfall galt er als Feind der Deutschen.
Assa Riarua wurde von zeitgenössischen deutschen Quellen als einer der wirklichen Initiatoren des Herero-Aufstandes 1904 vermutet, da er zusammen mit dem Unterhäuptling Ouandja den „schwachen und trunksüchtigen“ Herero-Häuptling Samuel Maharero zum „Treuebruch“ gegenüber den deutschen Kolonisatoren in Deutsch-Südwestafrika, dem heutigen Namibia, gezwungen habe.
Assa Riarua gehörte zu den Hereroführern, die den freien Abzug deutscher Frauen und Kinder aus dem Aufstandsgebiet duldeten. Unter Führung des Missionars Wilhelm Eich erreichten diese am 9. April 1904 die von den Deutschen gehaltene Ortschaft Okahandja.
Assa Riarua überlebte die Schlacht am Waterberg. Im September 1904 gehörte er zu den Herero, die unter Führung von Samuel Maharero versuchten, durch die Omaheke nach Britisch-Betschuanaland zu entkommen. Er soll laut Zacharias Zeraeua zuletzt 1904 an der Wasserstelle Osombo Onjatu in der Omaheke gesehen worden sein. Seine Tochter Diana Riarua schaffte es nachweislich bis ins heutige Botswana.